# Nikon d'Optina
Saint Nikon d'Optina (Ни́кон О́птинский, dans le monde Nikolaï Mitrofanovitch Beliaïev Николай Митрофанович Беляев), né le 26 septembre 1888 à Moscou et mort le 8 août 1931 dans l'oblast d'Arkhanguelsk, est un hiéromoine de l'Église orthodoxe russe, dernier ecclésiastique du monastère d'Optina avant sa fermeture et sa ruine sous l'ère soviétique.

## Biographie
Nikolaï Beliaïev naît à Moscou dans une famille aisée de marchands. Son père, Mitrophane Nikolaïevitch, est le quatorzième enfant de la famille. Sa mère, Véra Lavrentievna Chvetsova,  est la fille d'un marguillier de l'église Saint-Constantin-et-Sainte-Hélène du Kremlin de Moscou et elle a dix ans de moins que son époux qu'elle a épousé à l'âge de 31 ans. Ils se marient en l'église de la Grande-Ascension de la porte Saint-Nicétas (Nikitskie Vorota). Ils donnent naissance à huit enfants, Nikolaï étant le quatrième.
Il manque de mourir de maladie à l'âge de cinq ans puis recouvre la santé, ce qui ne manquera pas d'être remarqué plus tard comme un cas providentiel par un staretz d'Optina, le Père Barsanuphe (1845-1913): « Bien sûr, il s'agit d'un cas hors du commun et non un fruit du hasard, car tout nous arrive de manière opportune...Vous avez reçu la vie. Votre mère a prié, et Saint Nicolas le Miraculeux a prié pour vous, et le Seigneur, en tant qu'Omniscient, savait que vous entreriez dans un monastère et qu'Il vous donnerait la vie. Et croyez donc que vous serez moine pour le restant de vos jours... »

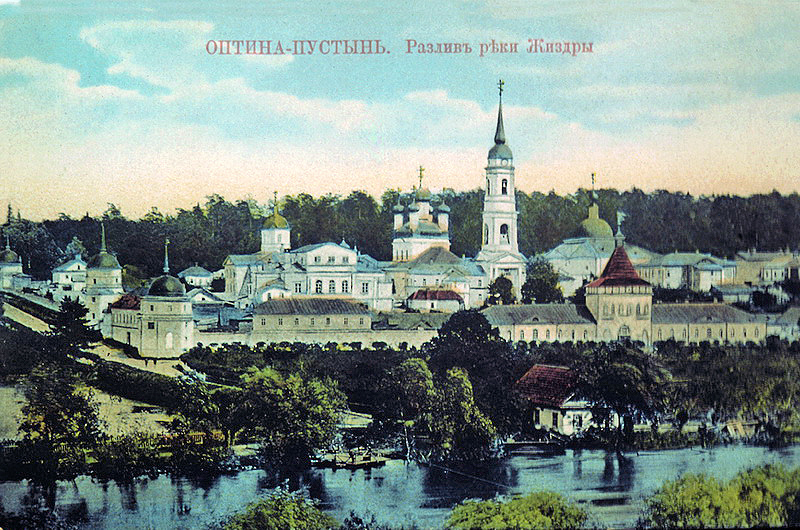
Le monastère d'Optina en 1909.

La mère de Nicolas remarque le don sortant de l'ordinaire de son fils qui fait montre d'une grande patience à la différence de ses frères. Les grands-parents meurent en 1902 et le père, Mitrophane Nikolaïevitch, en 1904. À cette époque, l'adolescent est lycéen et sert aussi à l'église pour les cérémonies.
Après ses études secondaires, il entre à la faculté de physique et de mathématiques de l'université de Moscou, mais ne poursuit pas. Il se souvient : « À l'université je n'ai tenu dans mes études qu'un peu plus de six mois...Sous le prétexte de mes cours à l'université, je m'y rendais à 9 heures, mais de là j'allais à la collégiale Notre-Dame-de-Kazan à l'Eucharistie du matin après être passé devant la chapelle d'Iversk. » Il partage son appel avec son frère Ivan (1890-1969) avec qui il se rend aux cérémonies liturgiques. Tous deux nourrissent le désir de devenir moines au monastère d'Optina. Ils s'ouvrent à leur mère le 11 février 1907 et se rendent au monastère le 24 février suivant. Cependant le supérieur du monastère, l'archimandrite Xénophonte (1845-1914), les éconduit délicatement dans leur projet de vocation monastique, sans doute pour éprouver celle-ci. Finalement les deux frères retournent au monastère à la fin de décembre 1907 et s'installent à la skite (ermitage) Saint-Jean-Baptiste.

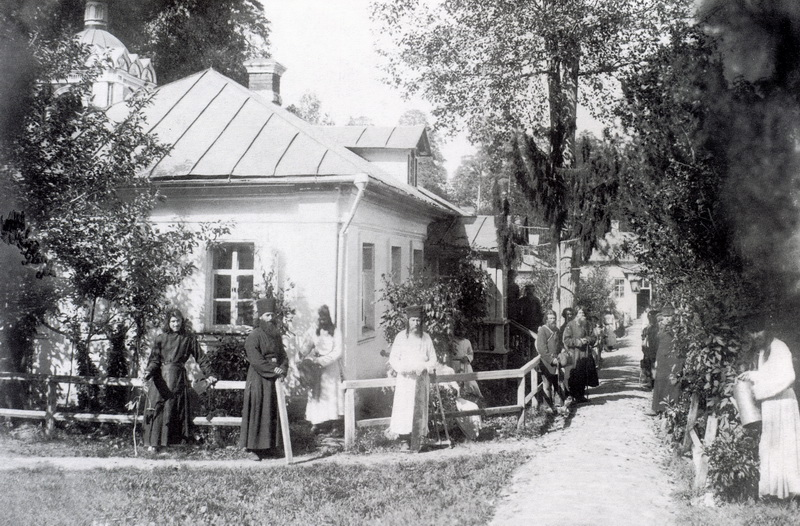
Vue de l'intérieur de l'ermitage Saint-Jean-Baptiste.

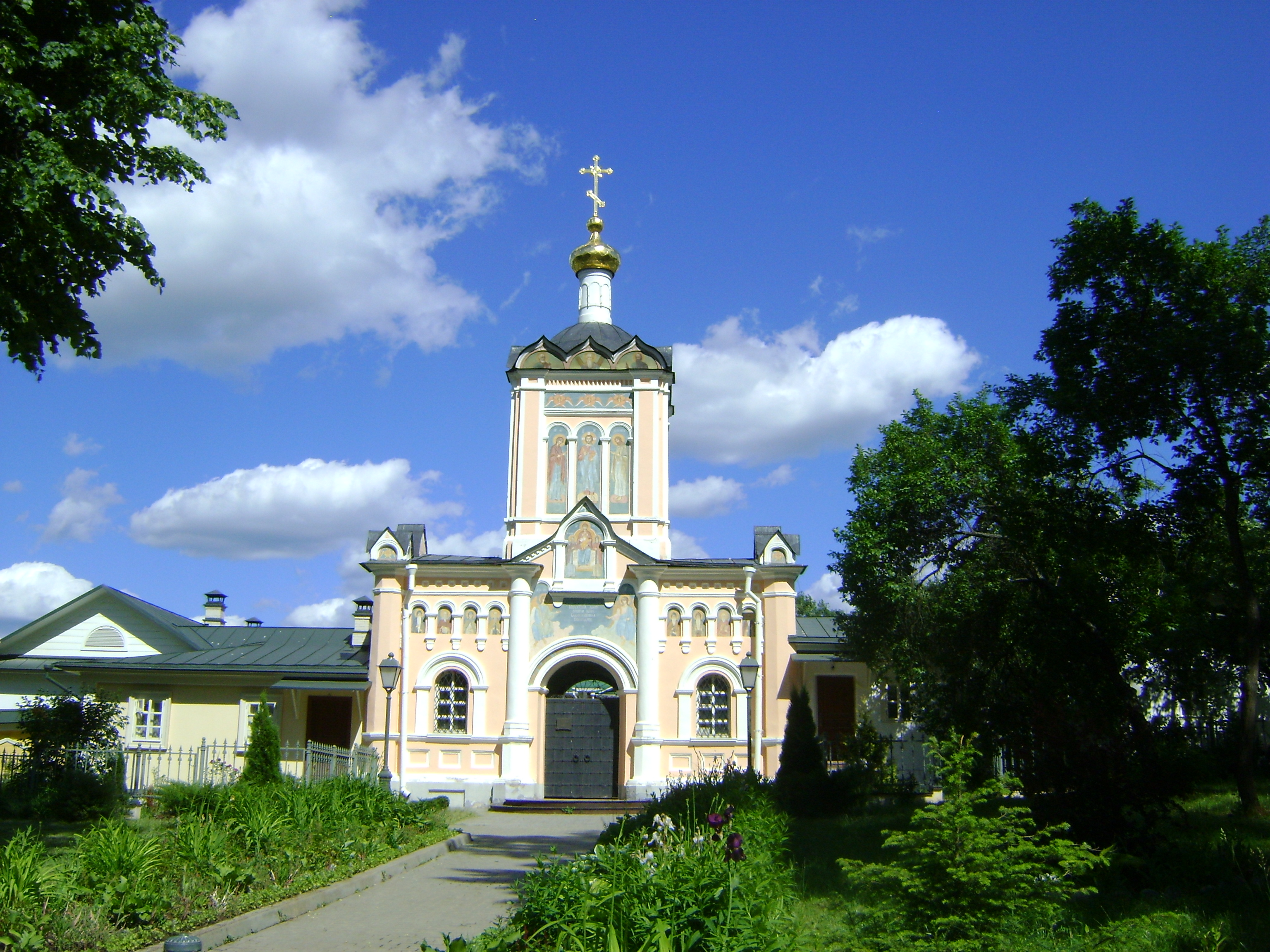
Entrée de l'ermitage aujourd'hui.

Fin février 1908, Nikolaï est nommé assistant bibliothécaire; mais à partir d'octobre sa charge principale est d'être secrétaire du staretz de l'ermitage, le moine Barsanuphe, et dès janvier il rédige un journal intime.
En avril 1910, Nikolaï reçoit l'habit et prononce ses vœux (reçoit le manteau) le 24 mai 1915, prenant le nom de Nikon. Le 10 avril 1916, il est ordonné comme hiérodiacre (moine-diacre), le 3 novembre 1917 comme hiéromoine (moine-prêtre). En tant que novice et jeune moine, il avait reçu tout l'enseignement et l'expérience de son aîné, le moine Barsanuphe, et il avait eu tout le loisir de lui ouvrir son âme. Leur relation dure jusqu'au printemps 1912, lorsque Barsanuphe est nommé comme supérieur du monastère de Staro-Goloutvine, près de Kolomna dans l'éparchie de Moscou.
La révolution d'Octobre a comme conséquence la fermeture officielle du monastère d'Optina au début de l'année 1918. Nikon fait tout pour contourner cette fermeture. En 1919, le monastère devient une ferme collective d'élevage (plemkhoze) et un musée, dont certains collaborateurs sont moines, ainsi qu'une manufacture de cuir et des ateliers de menuiserie dont les ouvriers sont une trentaine de moines et novices. En mai 1919, Nikon est nommé directeur du musée pendant une petite période.
Il est arrêté la première fois le 17 septembre 1919 pour prosélytisme religieux. Il écrit à sa mère de la prison de Kozelsk qu'on l'avait arrêté du simple fait qu'il était moine et qu'il s'était efforcé de travailler pour le monastère. En mars 1920, il est arrêté une deuxième fois avec un groupe de clercs, de fidèles et de moines tous en lien avec Optina.
Le 9 mars 1920, le supérieur de l'ermitage, l'higoumène Théodose, meurt ; le 30 juillet 1922 c'est au tour du hiéromoine de l'ermitage, Anatole  (Potapov) et en 1923 le staretz Nectaire est arrêté. Auparavant il avait confié ses fils spirituels à Nikon. L'été 1923, le monastère est totalement et définitivement fermé. Son supérieur, le Père Isaac, célèbre une dernière liturgie à l'église ND de Kazan et bénit Nikon dans son ministère de confession pour les gens venant en nombre. C'est ainsi que Nikon devient le dernier staretz d'Optina. II compte parmi ses fils spirituels le futur saint Agapit (von Taube).
Contraint de s'installer à Kozelsk en 1924, il sert à l'église de l'Assomption, recevant les gens et continuant ses devoirs pastoraux. En juin 1927, il est encore arrêté. Il passe trois ans au camp de travaux forcés de Kem. Le 23 mai 1930, le directoire de la Guépéou le condamne sans ouverture d'instruction supplémentaire à trois ans de relégation dans le nord. Il est déporté à Pinega dans l'oblast d'Arkhanguelsk en Carélie et habite dans un petit village à quelques kilomètres de Pinega, du nom de Voïepala. Le 22 mars 1931, jour du Samedi de Saint Lazare, le moine d'Optina en exil Pierre (Dratchev) qui vivait dans le village voisin de Kozlovka, rend visite au starets Nikon qui est atteint de tuberculose, et décide de l'emmener chez lui. Le 8 juillet 1931, Nikon y meurt à l'âge de 43 ans. Il est enterré au cimetière du village de Valdokourye près de Pinega. Dans les années 1930, la tombe du hiéromoine Nikon est profanée, et sa dépouille est inhumée ailleurs par quelques-uns de ses fidèles pour la protéger ; mais le souvenir de l'endroit s'est perdu.

## Canonisation
Il est honoré localement comme saint à partir du 26 juillet 1996 et son culte s'étend à l'Église entière (avec une douzaine d'autres moines d'Optina) lors du synode du 13 au 16 août 2000. 